# Leptodactylus rhodostima
Leptodactylus rhodostima és una espècie de granota que viu al Perú.